# Gianni Vagnetti
Gianni Vagnetti (Firenze, 21 marzo 1897 – Firenze, 19 maggio 1956) è stato un pittore italiano.

## Biografia
Gianni Vagnetti nacque a Firenze il 21 marzo 1897 da una famiglia di solide tradizioni artistiche: scultore il padre, medaglista il nonno, armaiolo il bisnonno.
Avviato agli studi tecnici, si accostò all'arte sotto la guida del padre frequentando la scuola libera del Nudo dell'Accademia di Belle Arti di Firenze.
Si dedicò interamente alla pittura dopo aver conseguito il Premio Stibbert nel 1920. Nel 1922 espose alla Fiorentina Primaverile; nel 1924 fu per la prima volta alla Biennale di Venezia. Da allora e fino alla morte continuò assiduamente a partecipare alle principali rassegne italiane e straniere tra cui la Biennale di Venezia, la Quadriennale di Roma e le Mostre del Novecento italiane.
Nel 1927 fondò, con Guido Ferroni, Franco Dani e altri artisti, il Gruppo toscano novecentesco (poi gruppo toscano del novecento).
Due anni dopo venne nominato supplente insegnante di disegno di figura e di anatomia pittorica presso il regio Istituto d'Arte di Porta Romana di Firenze. Nel 1930 fu a Parigi per la prima volta dove farà spesso ritorno anche negli anni '40. L'anno dopo, a Villemoisson-sur-Orge nei pressi di Parigi, sposò Marguerite Normand (Gioia).
Nel 1932 tenne la prima personale alla Biennale di Venezia; nel 1934 cominciò, con le scene per la Sonnambula di Bellini, una fortunata carriera di scenografo che d'ora in avanti procederà parallela a quella di pittore, in particolare per il Maggio Musicale Fiorentino. 
Nel 1941 fu nominato accademico di San Luca, decorato della Legion d'Onore fece parte di numerose commissioni e giurie artistiche e vinse importanti premi di pittura.
Fu anche scrittore e giornalista: nel 1944 l'editore Carlo Cya di Firenze pubblicò il suo volume sui pittori impressionisti.
Le sue opere si conservano presso numerosi musei italiani e stranieri (Firenze, Forlì, Roma, Milano, Torino, Genova, Trieste, Parigi, Baltimora) e in collezioni private. In particolare, Vagnetti compare fra i pittori che l'imprenditore Giuseppe Verzocchi contattò per la sua raccolta di opere sul tema del lavoro: tra il 1949 e il 1950, realizzò Il lavoro del pittore (1949-1950), quadro che, insieme all'Autoritratto, è oggi conservato nella Collezione Verzocchi, presso la Pinacoteca Civica di Forlì.
Vagnetti morì a Firenze, nella casa dove visse e lavorò in piazzale Donatello, il 19 maggio 1956.

## Gianni Vagnetti nei musei
- Museo Novecento
- Collezione Verzocchi, nel Palazzo Romagnoli, a Forlì
- Collezione Rai, nel Palazzo Rai Viale Mazzini 14 (Roma)